# Saint-Hymetière
Saint-Hymetière est une ancienne commune française située dans le département du Jura en région Bourgogne-Franche-Comté. Les habitants se nomment les Hymetériens et Hymetériennes.

## Géographie

### Hydrographie
La Valouse, le ruisseau de Combey et le ruisseau de la Balme sont les principaux cours d'eau qui traversent la commune.

## Histoire
Selon la tradition, un moine nommé Hymeterius, provenant de l'abbaye de Saint-Claude, fonda un ermitage au Ve ou au VIe siècle à l'emplacement de l'actuelle église. Au fil du temps, des habitations se bâtirent autour de l'édifice pour former le village de Saint-Hymetière. Après la mort de Hymeretius, celui-ci fut considéré comme un saint et l'ermitage se développa pour devenir une église. Le village fut détruit au XVe siècle lors du passage des armées de Louis XI qui tentèrent de s'emparer de la Franche-Comté. Le village fut reconstruit par la suite un peu à l'écart de l'église.
Le village possédait également un moulin à blé, nommé le moulin de l'Isle, qui fut reconstruit en 1827, ainsi qu'un ancien abattoir qui fut reconverti à la fin du XIXe ou au début du XXe en atelier de tournerie. Il existait également une minoterie qui cessa son activité en 1965 et fut reconvertie en habitation.
Le 1er janvier 2019 Saint-Hymetière fusionne avec Cézia, Chemilla et Lavans-sur-Valouse pour former la commune nouvelle de Saint-Hymetière-sur-Valouse dont la création est actée par un arrêté préfectoral du 11 décembre 2018. Contrairement à une majorité de communes nouvelles, les anciennes communes la composant n'obtiennent pas le statut de commune déléguée.

## Politique et administration
| Période   | Période   | Identité       | Étiquette | Qualité         |
| --------- | --------- | -------------- | --------- | --------------- |
|           | mars 2008 | Marc Vuitton   |           |                 |
| mars 2008 | En cours  | Roland Vuitton | DVD       | Cadre supérieur |

## Démographie
L'évolution du nombre d'habitants est connue à travers les recensements de la population effectués dans la commune depuis 1793. Pour les communes de moins de 10 000 habitants, une enquête de recensement portant sur toute la population est réalisée tous les cinq ans, les populations de référence des années intermédiaires étant quant à elles estimées par interpolation ou extrapolation. Pour la commune, le premier recensement exhaustif entrant dans le cadre du nouveau dispositif a été réalisé en 2008.

En 2016, la commune comptait 105 habitants, en évolution de +40 % par rapport à 2010 (Jura : −0,81 %, France hors Mayotte : +2,11 %).
| 1793 | 1800 | 1806 | 1821 | 1831 | 1836 | 1841 | 1846 | 1851 |
| ---- | ---- | ---- | ---- | ---- | ---- | ---- | ---- | ---- |
| 179  | 149  | 142  | 149  | 156  | 155  | 151  | 164  | 144  |

| 1856 | 1861 | 1866 | 1872 | 1876 | 1881 | 1886 | 1891 | 1896 |
| ---- | ---- | ---- | ---- | ---- | ---- | ---- | ---- | ---- |
| 149  | 140  | 128  | 120  | 107  | 104  | 112  | 101  | 84   |

| 1901 | 1906 | 1911 | 1921 | 1926 | 1931 | 1936 | 1946 | 1954 |
| ---- | ---- | ---- | ---- | ---- | ---- | ---- | ---- | ---- |
| 100  | 100  | 85   | 83   | 85   | 77   | 74   | 73   | 67   |

| 1962 | 1968 | 1975 | 1982 | 1990 | 1999 | 2006 | 2008 | 2013 |
| ---- | ---- | ---- | ---- | ---- | ---- | ---- | ---- | ---- |
| 66   | 55   | 48   | 46   | 62   | 68   | 73   | 74   | 104  |

| 2016 | - | - | - | - | - | - | - | - |
| ---- | - | - | - | - | - | - | - | - |
| 105  | - | - | - | - | - | - | - | - |

## Lieux et monuments
L’église romane Sainte-Marie est très bien conservée, avec son clocher octogonal, et subsiste en retrait du village. Elle a été classée Monument historique le 22 octobre 1913.

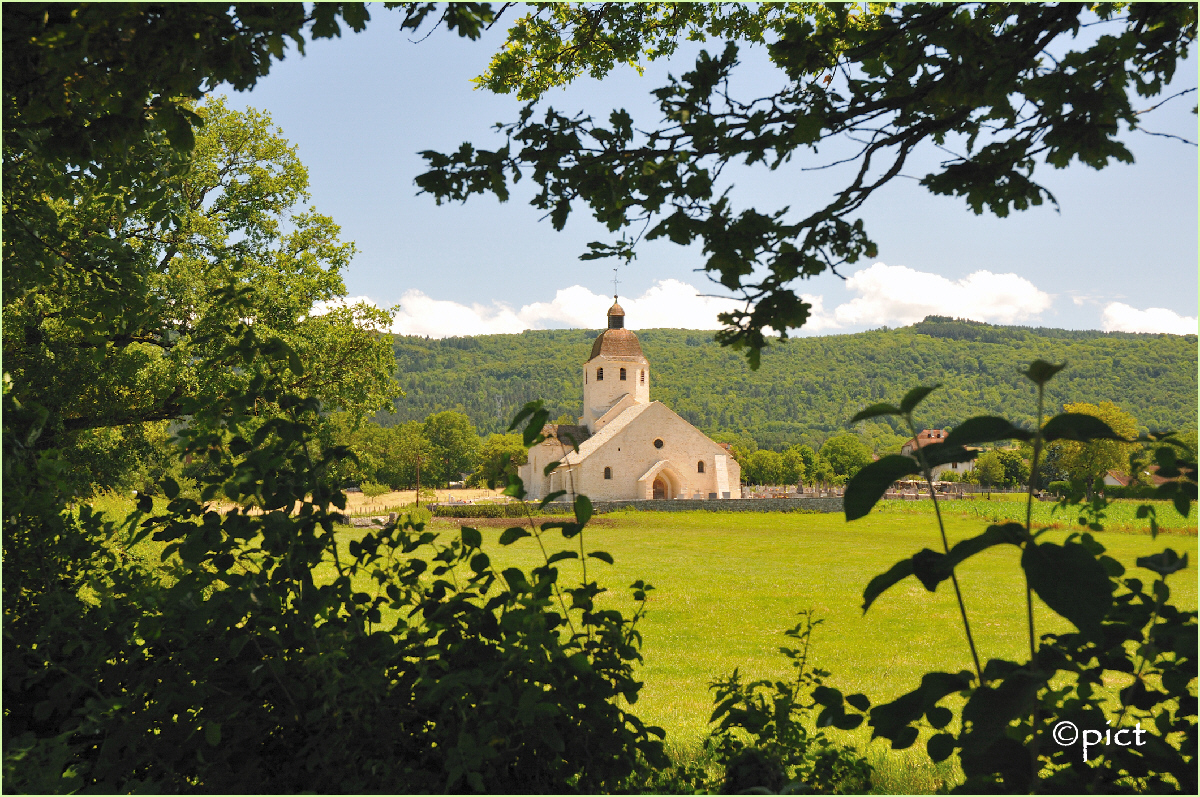
Vue d'ensemble de l'église

Saint Hymetière était un religieux du monastère de Condat qui vivait au IVe siècle. Saint Hymetière quitta son abbaye pour vivre dans un ermitage de la vallée de la Valouse. Il mourut dans sa "cellula". On ne sait pas si un prieuré avait été construit par saint Hymetière de son vivant. Il avait été enterré dans une chapelle qui avait été restituée à l'église de Mâcon par Charles le Chauve le 4 décembre 861. On suivait dans le prieuré la règle de saint Augustin. Ce petit bâtiment monastique dépendit du chapitre de la cathédrale Saint-Vincent de Mâcon jusqu'à la Révolution. La fête de saint Hymetière était célébrée dans le diocèse de Mâcon le 31 juillet, conformément au Martyrologe de Saint-Oyan. Son tombeau fut ouvert dans l'église de Saint-Hymetière le 22 novembre 1653.

Le prieuré a dû être détruit pendant l'occupation de la Franche-Comté par les troupes de Louis XI, en 1477.
Peu de documents sur l'histoire de cette église sont détenus. Le style architectural du bâtiment existant montre que l'église actuelle a été construite dans le dernier tiers du XIe siècle. Au début du XVIIe siècle, l'église fut endommagée. En 1634, il fallut reconstruire et voûter le croisillon sud, la nef, le bas-côté nord. On a aussi voûté le collatéral sud et on remonta la tour de la croisée et la façade à laquelle on ajouta un porche.
De l'église d'origine, il ne subsiste que le chevet, le croisillon sud, le mur gouttereau sud, des morceaux de l'élévation nord de la nef noyés dans la maçonnerie du XVIIe siècle

## Personnalités liées à la commune
- Louis Vuitton (1821-1892) : né au hameau voisin d'Anchay, commune de Lavans-sur-Valouse, fondateur en 1854 du groupe de maroquinerie de luxe international Louis Vuitton (devenue Moët Hennessy Louis Vuitton SA depuis 1987) fut baptisé à l'église de Saint-Hymetière en 1821.
- Ernest Thurel (1903-1962), curé, directeur du journal La Croix du Jura de 1941 à 1946, fut curé de la commune en 1935[12].